# Ricky et Bobette
Ricky et Bobette ou Rikki en Wiske (in Chocowakije) en Néerlandais est le premier album de la série de bande dessinée  Bob et Bobette. Il porte le numéro 154 de la série actuelle. 
Il a été écrit par Willy Vandersteen et publié dans De Nieuwe Standaard du 30 mars 1945 au 15 décembre 1945 sous le titre De Adventuren van Rikki en Wiske .

## Synopsis
Le Professeur Brouillon a inventé un nouvel engin : le char-fusée. Ce véhicule innovant, fonctionnant avec du lait écrémé, a été conçu dans la villa du Professeur située en Campine. L’objectif de cette invention est d’accélérer la fin des guerres tout en facilitant la préparation de futurs conflits, ce qui reflète une vision ambiguë et satirique des progrès technologiques.
Dans cette histoire, les plans du char-fusée sont volés par les services de renseignement de la Chocoslovie, un État fictif. Face à cette situation, Ricky est chargé d’une mission d’espionnage visant à récupérer les documents. Sous couverture de boxeur, il se rend en Chocoslovie où il doit affronter Bukovin, un champion de boxe local, tout en localisant le site secret où le char-fusée est en cours de construction.
Avec l’aide de tante Sidonie et de Bobette, Ricky parvient à retrouver et à voler le char-fusée. Le trio réussit ensuite à quitter la Chocoslovie, malgré les obstacles rencontrés lors de leur fuite.
À leur retour à Anvers, Ricky et ses compagnons sont accueillis par une foule enthousiaste. L’épisode se conclut sur une note humoristique, lorsque le char-fusée termine sa course dans une fontaine.

## Personnages principaux
- Bobette (première apparition)
- Ricky (première apparition)
- Sidonie (première apparition)
- Fanfreluche (première apparition)

## Personnages secondaires
- Professeur Brouillon
- Zybiski (ou Zybysky) alias X27.
- Zentralova
- Ministre Belge de la Défense Nationale
- Professeur Catchman
- L'agent général Durand
- Madame commèreska
- Camarade Biberonski
- Le fermier Boitrovitz
- Samoravitch
- Scrongneugneuski
- Bukovin
- Président chocoslovien

## Lieux
Cette histoire se déroule en partie en Belgique , plus précisément à Anvers et dans la Campine (probablement à Turnhout), ainsi qu'en Chocoslovie, pays fictif imaginé par Vandersteen. 

### Chocoslovie
La Chocoslovie (dérivée de la Tchécoslovaquie ) est un pays fictif situé en Europe de l'Est, limitrophe de la Kurquie fictive. La capitale est Kroko (dérivée de Cracovie ) mais dans l'édition originale, elle se nommait Praak (en référence à Prague).
Le pays est une république, dirigée par un président. Il est orienté vers le courant politique le plus répandu en  Europe de l'Est au moment où l'histoire est écrite (1945), c'est-à-dire  le communisme. L'armée est dirigée par un colonel. Le service d'espionnage chocovaque a une part importante dans la gestion du pays et surveille de près tout ce qui doit l'être. Le nom de ce service est la Gestacovna (dérivée de la Gestapo)

#### Kroko
Kroko est la capitale de la Chocoslovie. Elle a une liaison ferroviaire directe avec Bruxelles et une liaison aérienne avec Deurne . On y trouve la résidence du président, une belle maison de campagne décorée de toutes sortes d'armoiries et d'armures de chevalier. 
Dans la capitale se trouve également l'hôtel Chococo, où Ricky loge dès son arrivée dans la ville.
Dans Le baiser d'Odfella (2003), on parle à nouveau de Kroko : Lambique raconte que le chemin de fer du pays a été construit en 1866 et que sur la ligne entre Anvers et Kroko, on retrouve les villes de Gomoravska et Sodomitz , villes jumelles situées à la frontière kurque. 

## Autour de l'album
- C'est la seule et unique aventure dans laquelle Bobette n'est pas accompagnée de Bob. Celui-ci n'apparaîtra en effet que dans L'Île d'Amphoria en remplacement de Ricky. Willy Vandersteen expliquera qu'il avait fait cette modification car il trouvait que Ricky ressemblait trop à Tintin[4].
- Dans l'histoire originale, il y avait une scène où Ricky était assis dans son fauteuil et se fit abattre par un tireur d'élite. Cette scène a été supprimée dans les versions ultérieures de l'album car elle était trop similaire à une scène de Tintin en Amérique.
- Ricky ne reparaîtra pas avant le 281e album (le Prisonnier de Forestov), paru 57 ans plus tard. On y expliquera fictivement pourquoi il a mystérieusement disparu au terme de cet album.
- L'histoire se déroule dans le contexte de la Flandre d'après-guerre et de la montée des tensions entre l'Est et l'Ouest .
- Le professeur Barabas n'apparaît pas dans cet album, mais son rôle de scientifique distrait est tenu par le Professeur Brouillon. Celui-ci invente la char-fusée, un tank qui carbure au lait demi-écrémé.
- Fanfreluche est rouge sur la couverture de l'album, alors qu'elle est bleue dans l'ensemble de l'histoire.
- L'adresse de la maison de Zibysky, Avenue du Parc 84, correspond à une véritable adresse située dans la ville de Turnhout.

## Éditions
- De avonturen van Rikki en Wiske, De Standaard, 1946  : Édition originale en néerlandais
- Ricky et Bobette, Erasme, 1975 : Édition en français comme numéro 154 de la série actuelle